# Metagonyleptes serratus
Metagonyleptes serratus is een hooiwagen uit de familie Gonyleptidae.